# Јосеф Лада
Јозеф Лада (чеш. Josef Lada; Хрусице, 17. децембар 1887 — 14. децембар 1957) је био чешки сликар, илустратор, сценограф и писац.

## Биографија
Рођен је у породици хрусицког обућара Јосефа Ладе (1847–1904) и његове супруге Елизабета, рођене Јановске (1843–1912), као најмлађе од четворо дјеце. Имао је брата Франтишка (1870) и сестре Антонију (1877) и Марију (1881). Као шестомјесечни дјечак пао је на обућарски нож и повредио је око. Отада је видио само на једно око и недостајала му је просторна визија што је касније утицало на његов умјетнички израз. У Праг одлази 1901. да би се школовао за собосликара и сликара позоришних декорација. Годину дана почиње да учи за златара и књиговезца. У сликању је био самоук и постепено је развијао свој препознатљиви стил са снажним линијама и заобљеним облицима фигура. Његово родно мјесто му је често било инспирација за његове слике.
У више наврата Јосеф Лада покушао се уписати на прашку Умјетничко-индустријску школу, али је успио само да упише вечерње курсеве (1905). Тада започиње и његова сарадња са илустованим часописом часописом "Шванда гајдаш" (Švanda dudák). Већ наредне године појављују се његове прве илустрације у књигама и почиње његова дуга сарадња са прашким издавачким кућама и бројним хумористичким листовима. Од те године датира и његово познанство са Јарославом Хашеком. Његова прва књига "Моја абецеда" објављена је 1911. а тема су народне изреке. Сарадња са Хашеком донијела му је свјетску славу посебно након 1923. године када је објављен роман "Доживљаји доброг војника Швејка у Првом свјетском рату". Јозеф Лада је највеће признање добио након Другог свјетског рата када је проглашен народним умјетником. Све до своје смрти 1957. године илустровао је књиге других аутора, објављивао властите и приређивао изложбе. Иако је посезао за различитим умјетничким изразима његов рад се увијек темељио на народној традицији. Пикасо га је једном приликом прогласио за највећег чешког сликара.

### Приватни живот
Са Ханом Будејицком (1888–1950) оженио се 18. јуна 1923. Имао је двије ћерке Алену (1925–1992) и Еву. Алена је такође била сликар и илустратор. Објавила је 1963. године књигу о свом оцу под називом "Мој отац Јозеф Лада" која је продана у преко 9000 примјерака. Ћерка Ева рођена је 18. децембра 1928. и била је надарени пијаниста. Погинула је приликом бомбардовања Прага 14. фебруара 1945. године.

## Галерија
- Биста Јозефа Ладе у Хрусицама, рад Зденека Шејноста.
- Хрусице, родно мјесто Јозефа Ладе
- Ладова вила у Хрусицама, данас музеј Јозефа Ладе
- Гроб Јозефа Ладе